# Stefan Aksak
Stefan Aksak herbu Aksak – łowczy łucki w 1775 roku, wojski łucki w 1775 roku, podstoli włodzimierski w 1785 roku, stolnik włodzimierski w 1790 roku, porucznik w 5 Brygadzie Kawalerii Narodowej, członek konfederacji radomskiej w 1767 roku.

## Życiorys
W załączniku do depeszy z 2 października 1767 roku do prezydenta Kolegium Spraw Zagranicznych Imperium Rosyjskiego Nikity Panina, poseł rosyjski Nikołaj Repnin określił go jako posła wrogiego realizacji rosyjskich planów na sejmie 1767 roku, poseł województwa wołyńskiego na sejm 1767 roku.
W 1790 roku był członkiem Komisji Porządkowej Cywilno-Wojskowej dla powiatu włodzimierskiego województwa wołyńskiego. 
Był kawalerem Orderu Świętego Stanisława.